# Іванівка (Лозівський район)
Іва́нівка — село в Україні, у Лозівській міській громаді Лозівського району Харківської області. Населення становить 119 осіб. До 2020 орган місцевого самоврядування — Садівська сільська рада.

## Географія
Село Іванівка знаходиться на правому березі річки Бритай, вище за течією на відстані 1 км розташоване село Олександрівка, нижче за течією за 1,5 км - село Садове.

## Історія
Село засноване в 1861 році.
Станом на 1886 рік у селі Михайлівської волості Павлоградського повіту Катеринославської губернії мешкало  77 осіб, налічувалось 22 дворових господарства, існувала православна церква.
12 червня 2020 року, відповідно до Розпорядження Кабінету Міністрів України  № 725-р «Про визначення адміністративних центрів та затвердження територій територіальних громад Харківської області», увійшло до складу Лозівської міської громади.
17 липня 2020 року, в результаті адміністративно-територіальної реформи та ліквідації колишнього Лозівського району (1923—2020), увійшло до складу новоутвореного Лозівського району Харківської області.

## Економіка
- Молочно-товарна ферма.